# Rio Cumpăniţa (Topolog)
O Rio Cumpăniţa é um rio da Romênia, afluente do Topolog, localizado no distrito de Argeş.